# Chrzczonowice
Chrzczonowice [pronunciación en polaco: /xʂt͡ʂɔnɔˈvit͡sɛ/] es un pueblo ubicado en el distrito administrativo de Gmina Kowiesy, dentro del condado de Skierniewice, Voivodato de Łódź, en el centro de Polonia. Se encuentra a unos 4 kilómetros al suroeste de Kowiesy, a 21 kilómetros al sureste de Skierniewice, y a 65 kilómetros al este de la capital regional Łódź.